# District de Wudinna
Pour les articles homonymes, voir Hunte (homonymie).
Le district de Le Hunte (District of Le Hunte) est une zone d'administration locale située au centre de la péninsule d'Eyre en Australie-Méridionale en Australie. Créé en 1925 sous le nom de district de Minnipa, il prit par la suite son nom actuel en l'honneur de Sir George Le Hunte qui fut gouverneur d'Australie-Méridionale.
Son économie repose sur l'agriculture essentiellement céréales mais aussi élevage bovin et ovin.

## Localités
Les principales localités sont :
- Warramboo ;
- Kyancutta ;
- Wudinna ;
- Yaninee ;
- Minnipa.

On trouve aussi les localités suivantes : Addison, Carina, Cocata, Condada, Cootra, Hill, Kappakoola, Koongawa, Mamblin, Moorkitabie, Mount Damper, Palabie, Pildappa, Pinbong, Pordia, Pygery, Travers et Wnnamana.